# Hüseyin Beşok
Hüseyin Beşok (nacido el 2 de agosto de 1975 en Esmirna, Turquía)  es un  jugador de baloncesto turco. Con 2.12 de estatura, su puesto natural en la cancha es el de pívot.

## Trayectoria
- Pınar Karşıyaka (1992-1994)
- Efes Pilsen (1994-2001)
- Maccabi Tel Aviv (2001-2003)
- KK Šibenka (2003-2004)
- ASVEL Villeurbanne (2004-2005)
- Le Mans (2005-2006)
- Prokom Sopot (2006-2007)
- Galatasaray (2007-2009)
- Türk Telekom (2009-2010)
- Aliağa Petkim (2010-2011)
- Beşiktaş (2011)
- Hacettepe University (2011-2013)
- Türk Telekom (2013-)

## Palmarés

### Internacional
- Copa Korac: 1996

### Nacional
- Liga de Turquía 1996, 1997
- Copa Presidente de Turquía 2001
- Copa de Israel 2002, 2003
- Liga de Israel 2002, 2003
- Liga de Francia 2006
- Liga de Polonia 2007